# Mesnard-la-Barotière
Mesnard-la-Barotière est une commune française située dans le département de la Vendée en région Pays de la Loire.

## Géographie
Mesnard-la-Barotière est une commune située dans le Nord-Est de la Vendée. Elle fait partie du canton des Herbiers et de la circonscription de La Roche-sur-Yon. Proche des agglomérations de Cholet et de Nantes, elle profite du désenclavement du département et de la décentralisation des entreprises. Le centre-ville est très réduit et l'essentiel sert de cité-dortoir pour Les Herbiers. Comme dans tout le bassin herbretais, le chômage est quasi inexistant. Ses habitants sont appelés les Mesnardais.
Le territoire municipal de Mesnard-la-Barotière s’étend sur 1 185 hectares. L’altitude moyenne de la commune est de 94 mètres, avec des niveaux fluctuant entre 73 et 109 mètres,.

### Communes limitrophes
|               |                      |              |
| Saint-Fulgent | Mesnard-la-Barotière | Les Herbiers |
|               | Vendrennes           |              |

### Climat
Pour des articles plus généraux, voir Climat des Pays de la Loire et Climat de la Vendée.
En 2010, le climat de la commune est de type climat océanique altéré, selon une étude du CNRS s'appuyant sur une série de données couvrant la période 1971-2000. En 2020, Météo-France publie une typologie des climats de la France métropolitaine dans laquelle la commune est exposée à un climat océanique et est dans la région climatique Bretagne orientale et méridionale, Pays nantais, Vendée, caractérisée par une faible pluviométrie en été et une bonne insolation.
Pour la période 1971-2000, la température annuelle moyenne est de 11,8 °C, avec une amplitude thermique annuelle de 14,3 °C. Le cumul annuel moyen de précipitations est de 804 mm, avec 12,1 jours de précipitations en janvier et 6,3 jours en juillet. Pour la période 1991-2020, la température moyenne annuelle observée sur la station météorologique de Météo-France la plus proche, « St-Fulgent_sapc », sur la commune de Saint-Fulgent à 6 km à vol d'oiseau, est de 12,6 °C et le cumul annuel moyen de précipitations est de 815,9 mm,. Pour l'avenir, les paramètres climatiques de la commune estimés pour 2050 selon différents scénarios d'émission de gaz à effet de serre sont consultables sur un site dédié publié par Météo-France en novembre 2022.

## Urbanisme

### Typologie
Au 1er janvier 2024, Mesnard-la-Barotière est catégorisée bourg rural, selon la nouvelle grille communale de densité à sept niveaux définie par l'Insee en 2022.
Elle est située hors unité urbaine. Par ailleurs la commune fait partie de l'aire d'attraction des Herbiers, dont elle est une commune de la couronne,. Cette aire, qui regroupe 15 communes, est catégorisée dans les aires de 50 000 à moins de 200 000 habitants,.

### Occupation des sols
L'occupation des sols de la commune, telle qu'elle ressort de la base de données européenne d’occupation biophysique des sols Corine Land Cover (CLC), est marquée par l'importance des territoires agricoles (80 % en 2018), en diminution par rapport à 1990 (81,6 %). La répartition détaillée en 2018 est la suivante : 
terres arables (43,1 %), zones agricoles hétérogènes (25,9 %), forêts (11,5 %), prairies (11 %), zones urbanisées (5,1 %), eaux continentales (3,3 %). L'évolution de l’occupation des sols de la commune et de ses infrastructures peut être observée sur les différentes représentations cartographiques du territoire : la carte de Cassini (XVIIIe siècle), la carte d'état-major (1820-1866) et les cartes ou photos aériennes de l'IGN pour la période actuelle (1950 à aujourd'hui).

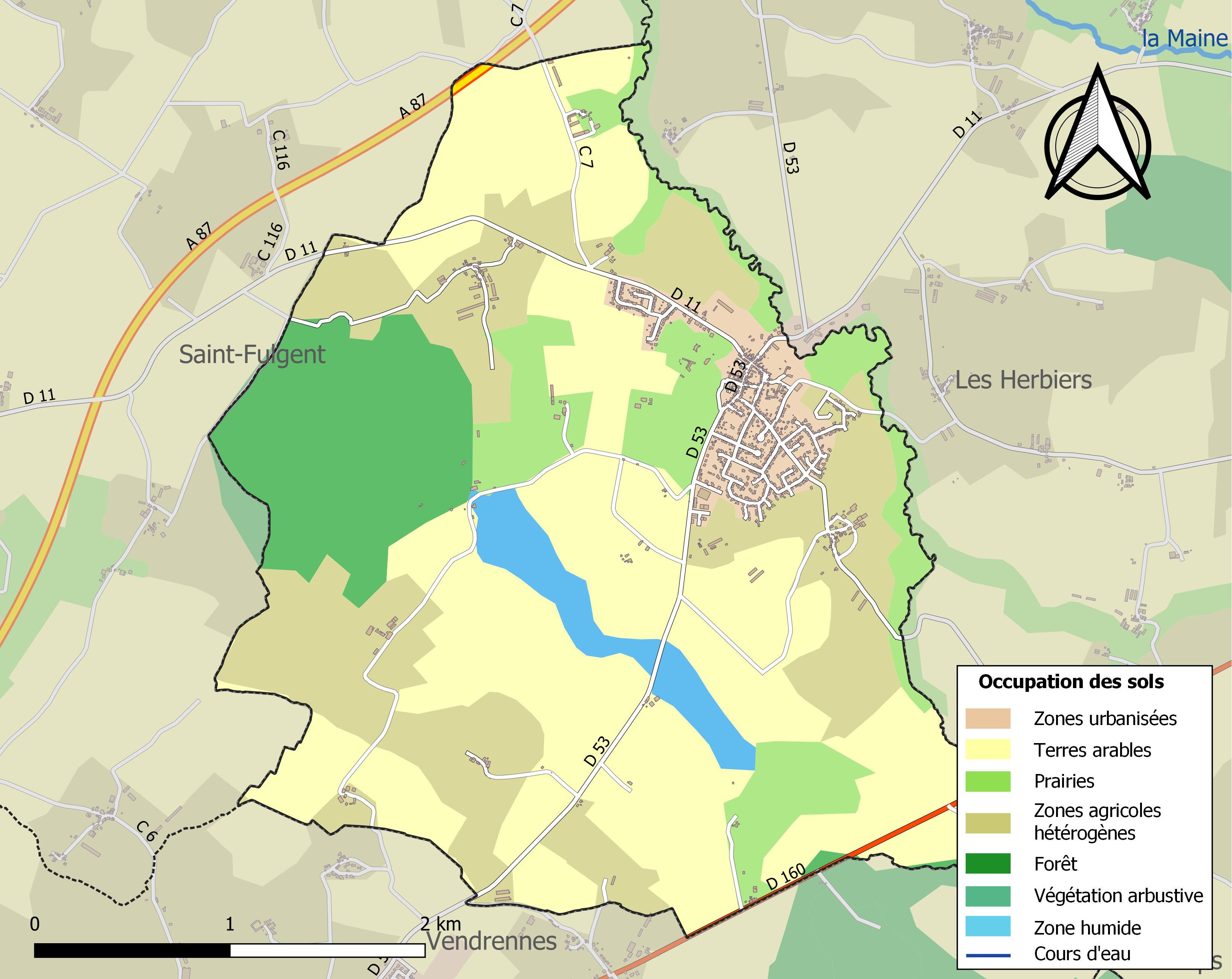
Carte des infrastructures et de l'occupation des sols de la commune en 2018 (CLC).

## Toponymie
L'origine du nom est le patronyme Barroteau, seigneurs du lieu au XIIe siècle ; au XVIIe siècle, les nouveaux seigneurs sont les Mesnard ; c'est en 1768 que leur nom est ajouté à celui de La Barotière.
En poitevin, la commune est appelée La Barotére.

## Histoire
La Barotière, connue dès le XIIe siècle, a été la résidence des seigneurs locaux, les Barroteau puis les Mesnard au XVIIe siècle. Du château ancien, détruit pendant la Révolution, seuls subsistent une vieille tour en brique et un bâtiment de communs attenant à la chapelle. En 1766, le comte Alexandre Bonaventure, seigneur de la Barotière, obtient par lettre patente du roi que la terre de La Barotière soit érigée en comté de Mesnard. La commune possède deux églises sur son territoire. L'ancienne église des XIIe et XIVe siècles, abandonnée au XIXe siècle, a retrouvé une nouvelle vie depuis la récente découverte de fresques murales entièrement remises au jour. La seconde édifiée à la fin du XIXe siècle, sur les fonds privés des comtes de Mesnard, est le symbole de l'emprise de cette famille sur la commune tout au long du XIXe siècle et au début du XXe siècle. La cité, essentiellement agricole, voit aussi son avenir dans le tourisme, avec l'aménagement de la base de loisirs du lac de la Tricherie. Mesnard-la-Barotière est une commune de 1560 habitants (2022).

## Population et société

### Démographie

#### Évolution démographique
L'évolution du nombre d'habitants est connue à travers les recensements de la population effectués dans la commune depuis 1800. Pour les communes de moins de 10 000 habitants, une enquête de recensement portant sur toute la population est réalisée tous les cinq ans, les populations de référence des années intermédiaires étant quant à elles estimées par interpolation ou extrapolation. Pour la commune, le premier recensement exhaustif entrant dans le cadre du nouveau dispositif a été réalisé en 2008.

En 2022, la commune comptait 1 560 habitants, en évolution de +10,8 % par rapport à 2016 (Vendée : +5,33 %, France hors Mayotte : +2,11 %).
| 1800 | 1806 | 1821 | 1831 | 1836 | 1841 | 1846 | 1851 | 1856 |
| ---- | ---- | ---- | ---- | ---- | ---- | ---- | ---- | ---- |
| 367  | 334  | 359  | 392  | 421  | 436  | 414  | 431  | 438  |

| 1861 | 1866 | 1872 | 1876 | 1881 | 1886 | 1891 | 1896 | 1901 |
| ---- | ---- | ---- | ---- | ---- | ---- | ---- | ---- | ---- |
| 473  | 482  | 482  | 556  | 600  | 637  | 601  | 600  | 591  |

| 1906 | 1911 | 1921 | 1926 | 1931 | 1936 | 1946 | 1954 | 1962 |
| ---- | ---- | ---- | ---- | ---- | ---- | ---- | ---- | ---- |
| 591  | 585  | 519  | 520  | 534  | 547  | 615  | 598  | 650  |

| 1968 | 1975 | 1982 | 1990 | 1999 | 2006  | 2008  | 2013  | 2018  |
| ---- | ---- | ---- | ---- | ---- | ----- | ----- | ----- | ----- |
| 641  | 672  | 815  | 901  | 891  | 1 163 | 1 239 | 1 325 | 1 472 |

| 2022  | - | - | - | - | - | - | - | - |
| ----- | - | - | - | - | - | - | - | - |
| 1 560 | - | - | - | - | - | - | - | - |

#### Pyramide des âges
En 2018, le taux de personnes d'un âge inférieur à 30 ans s'élève à 41,1 %, soit au-dessus de la moyenne départementale (31,6 %). À l'inverse, le taux de personnes d'âge supérieur à 60 ans est de 15,8 % la même année, alors qu'il est de 31,0 % au niveau départemental.
En 2018, la commune comptait 745 hommes pour 727 femmes, soit un taux de 50,61 % d'hommes, légèrement supérieur au taux départemental (48,84 %).
Les pyramides des âges de la commune et du département s'établissent comme suit.
| Hommes | Classe d’âge | Femmes |
| ------ | ------------ | ------ |
| 0,4    | 90 ou +      | 0,3    |
| 2,7    | 75-89 ans    | 4,4    |
| 11,0   | 60-74 ans    | 12,8   |
| 19,2   | 45-59 ans    | 16,5   |
| 24,2   | 30-44 ans    | 26,4   |
| 16,1   | 15-29 ans    | 15,7   |
| 26,4   | 0-14 ans     | 23,9   |

| Hommes | Classe d’âge | Femmes |
| ------ | ------------ | ------ |
| 0,8    | 90 ou +      | 2,2    |
| 8,7    | 75-89 ans    | 11,1   |
| 20,3   | 60-74 ans    | 21,3   |
| 20     | 45-59 ans    | 19,4   |
| 17,5   | 30-44 ans    | 16,8   |
| 15     | 15-29 ans    | 13,2   |
| 17,7   | 0-14 ans     | 16,1   |

## Économie
Mesnard-la-Barotière est un village dont l'activité dominante est l'agriculture. Le commerce y est très peu présent mais on notera tout de même la présence d'un coiffeur, une école, une supérette, un tabac-presse, un institut de beauté. On y trouve aussi quelques artisans. À la base de loisirs de la Tricherie, on trouve un camping, un bar-crêperie, ainsi qu'un mini-golf et un accro-branche. L'été, la baignade y est pratiquée ainsi que la pêche.

## Politique et administration

### Liste des maires
| Période                                  | Période  | Identité                                | Étiquette     | Qualité   |
| ---------------------------------------- | -------- | --------------------------------------- | ------------- | --------- |
| Les données manquantes sont à compléter. |          |                                         |               |           |
| 1801                                     | 1814     | Jean Maillocheau                        |               |           |
| 1814                                     | 1826     | Jean Jacques Maillocheau                |               |           |
| 1826                                     | 1831     | François Cauneau                        |               |           |
| 1831                                     | 1833     | Jean Rochelet                           |               |           |
| 1833                                     | 1837     | Ferdinand Roy                           |               |           |
| 1837                                     | 1838     | Jean Jacques Maillocheau                |               |           |
| 1838                                     | 1847     | François Cauneau                        |               |           |
| 1847                                     | 1848     | Auguste Roy                             |               |           |
| 1848                                     | 1852     | Aubin Sanson de Bricville               |               |           |
| 1852                                     | 1860     | Jacques Chaillou                        |               |           |
| 1860                                     | 1871     | Marie Alexandre Rochelet                |               |           |
| 1871                                     | 1879     | Jean Richard                            |               |           |
| 1879                                     | 1908     | Clément Cauneau                         |               |           |
| 1908                                     | 1931     | François Coutant                        |               |           |
| 1931                                     | 1945     | Raymond Le Peletier de Rosanbo          |               |           |
| 1945                                     | 1971     | Christian-Michel Le Peletier de Rosanbo |               |           |
| 1971                                     | 1977     | Alcide Rondeau                          |               |           |
| 1977                                     | 1989     | Louis Cousseau                          |               |           |
| 1989                                     | 2001     | Paul Moyon                              |               |           |
| 2001                                     | mai 2020 | Serge Fichet                            | Divers droite | comptable |
| mai 2020                                 | En cours | Landry Rondeau                          |               |           |

## Culture locale et patrimoine

### Lieux et monuments
- L'ancienne église Saint-Christophe[22],[23], XIe et XIIIe siècles. L'intérêt de l'église tient à son décor peint.  Inscrite MH (1951)
- L'église Saint-Christophe (actuelle).
- Ancien château, dont subsiste une tour ruinée ; sa chapelle est inscrite au titre des monuments historiques par arrêté du 16 mars 1987[24]. Cette chapelle du XVIe siècle fut dévastée pendant la Révolution. Après sa restauration, elle fut rendue au culte par Louis Charles Bonaventure Pierre, comte de Mesnard, en mémoire du duc de Berry. Ces deux personnages sont représentés sur les deux vitraux derrière l'autel. Les murs de la chapelle restaurée (fin XIXe, style flamboyant) sont entièrement recouverts de peintures murales : coquilles et fleurs de lys. Cette chapelle devait servir d'étape aux pèlerins se rendant à Saint-Jacques-de-Compostelle.

### Emblèmes

#### Héraldique
| Blason | Blasonnement : D'argent fretté de six pièces d'azur, au franc-canton de gueules chargé d'une barre d'or. |

#### Devise
La devise de Mesnard-la-Barotière : De Barroteria.

### Personnalités liées à la commune
- Charles, comte de Mesnard (1769-1842), pair de France[25]
- Raymond Le Peletier de Rosanbo (1864-1916), militaire et homme politique français.